# Spene

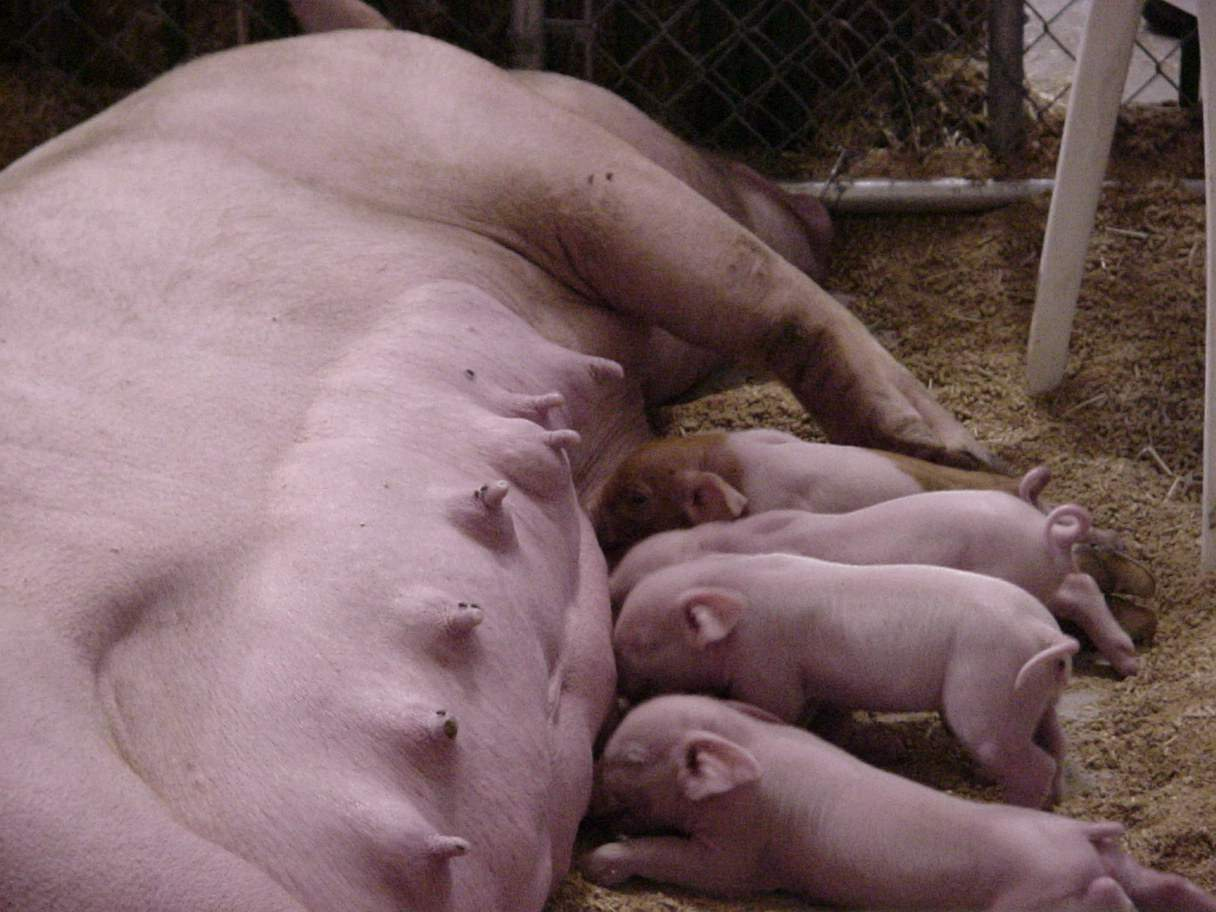
Grisspenar

En spene (Mamilla, Papilla mammae) är bröstvårtan hos däggdjur, som grisar, kor, får, hundar, etc.
Antalet spenar varierar stort mellan olika djurarter. Många har bara två spenar, till exempel hästar, elefanter, getter, får och människor. Nötdjur (till exempel kor) har vanligen fyra spenar. Hundar och katter har vanligtvis åtta spenar även om detta kan variera. Svin har 16 till 20 spenar.
I spenarna är mjölkkörtlarnas utgångar förenade med varandra. Antalet spenar motsvarar ungefär kullens storlek. Spenar saknar hår och liknar ofta en vårta i utseende. Hos idisslare är spenarna däremot släta och ungefär lika långa som ett finger.